# 周期関数

周期 P を持つ周期関数の図示

数学における周期関数（しゅうきかんすう、英: periodic function）は、一定の間隔あるいは周期ごとに取る値が繰り返す関数を言う。最も重要な例として、2π ラジアンの間隔で値の繰り返す三角関数を挙げることができる。周期関数は振動や波動などの周期性を示す現象を記述するものとして自然科学の各分野において利用される。周期的でない任意の関数は非周期的（ひしゅうきてき、英: aperiodic）であるという。

## 定義
関数 f が周期的 (periodic) あるいは（0 でない定数 P に対して）周期 P を持つとは、x の任意の値に対して
{\displaystyle f(x+P)=f(x)}
が成立するときに言う。この性質を持つ定数 P のうちに最小の正数が存在するとき、そのような正数 P は基本周期と呼ぶ。周期 P を持つ関数は、長さ P の区間ごとに値が繰り返すが、そのような区間を一周期と呼び表す。
幾何学的に言えば、周期関数はそのグラフが平行移動対称となるような関数として定義することができる。具体的には、関数 f が周期 P に関して周期的ならば、f のグラフは x 軸方向への移動距離 P の平行移動のもとで平行移動不変である。このような周期性の定義は、ほかの幾何学図形や周期的平面充填のような幾何学パターンに対しても拡張することができる。
周期的でない関数は非周期的であると言う。

## 例

正弦関数のグラフを二周期分示した図

例えば正弦関数は任意の x に対して
{\displaystyle \sin(x+2\pi )=\sin x}
を満たすから周期 2π を持つ周期関数である。この関数は長さ 2π の区間ごとに同じ値を繰り返す。
日常的な例は時間を変数として、例えば時計の針や月齢などが周期的な振る舞いを見せる。周期運動は系の位置が全て同じ周期を以って周期関数で表されるような運動を言う。 
実変数や整数変数の関数であれば、周期的であることは関数のグラフが特定の一部分のコピーを一定間隔で並べて全体を形作ることができることを意味する。
周期関数の簡単な例として、引数の小数部分を返す関数 {\displaystyle f\colon \mathbb {R} \to \mathbb {R} \ ;\ f(x):=x-\lfloor x\rfloor } を考えると、その周期は 1 である。特に
f(0.5) = f(1.5) = f(2.5) = … = 0.5
のようなことが成り立つ。この関数 f のグラフは鋸歯状波になる。

f(x) = sin(x) および g(x) = cos(x) のグラフ。2 つの関数はともに周期 2π を持つ。

三角関数の正弦および余弦関数は、ともに周期 2π を持つ、共通周期関数である。フーリエ級数の主題は、「勝手な」周期関数を周期を調整した三角関数の和として表すという考えについて研究するものである。
上記の定義に従えば、例えばディリクレ関数のような、ある種の際立った (exotic) 関数までもが周期的であることになる（ディリクレ関数の周期は任意の非零有理数）。

## 性質
周期関数 f が周期 P を持つならば f の定義域の各元 x と任意の整数 n に対して 
f(x + nP) = f(x)
が成立する。同じく f が周期 P を持つならば、定数 a, b に対して函数 f(ax + b) は周期 P⁄|a| を持つ周期函数になる。例えば f(x) = sin x は周期 2π ゆえ sin(5x) は周期 2π/5 を持つ。

## 二重周期関数
複素平面上で定義される関数は、定数関数でなくとも互いに不均衡な 2 つの周期を持ち得る（この文脈での「不均衡」は、一方が他方の実数倍でないことを言う）。そのような関数の例として、楕円関数が挙げられる。

## 複素変数の周期関数
複素数を変数に持つ周期関数として、以下の複素指数関数がよく知られている（この関数はときに cis 関数とも呼ばれる）。
{\displaystyle e^{ikx}=\cos kx+i\,\sin kx.}
実部の余弦関数と虚部の正弦関数のどちらも周期的であるから、この関数は明らかに周期的である。このような複素指数関数の三角関数による表示はオイラーの公式として知られる。この複素指数関数を用いることで三角関数は指数関数によって書き表すことができる。三角関数と同様に指数関数の周期 L は L = 2π/k で与えられる。

## 一般化

### 反周期関数
周期関数の一般化の一つに反周期関数（はんしゅうきかんすう、英: antiperiodic functions）があり、これは全ての x に対して f(x + P) = −f(x) を満たすような関数 f のことを言う。従って、周期について P 反周期関数は 2P 周期関数になる。

### ブロッホ関数
ブロッホ波やフロケ理論の文脈では、周期関数はさまざまな周期的微分方程式の解として一般化され、まとめられる。この文脈で（一次元の場合の）解は、典型的には適当な実または複素定数 k を伴って
{\displaystyle f(x+P)=e^{ikP}f(x)}
なる形に表される（定数 k はブロッホ波ベクトルやフロケ指数と呼ばれる）。この文脈では、この形の関数はブロッホ周期的であると言うこともある。通常の周期関数は k = 0 なる特別の場合であり、また反周期関数は k = π/P なる特別の場合である。

### 商空間上の関数
フーリエ級数は周期関数を表現し、フーリエ級数は畳み込み定理 （すなわち、フーリエ級数の畳み込みは表現される周期関数の積に対応し、逆もまた然り）を満足するけれども、信号処理において周期関数の畳み込みは通常の定義に従えば積分が発散するために畳み込むことができないという問題に遭遇する。これを解決する方法の一つは、有界だが周期的でない領域上で定義された周期関数というものを考えることである。これを達成するために商空間の概念を用いて
{\displaystyle {\mathbb {R} /\mathbb {Z} }=\{x+\mathbb {Z} :x\in \mathbb {R} \}=\{\{y:y\in \mathbb {R} \land y-x\in \mathbb {Z} \}:x\in \mathbb {R} \}}
を考えよう。このとき R/Z の各元は同じ小数部分を持つ実数からなる同値類であり、関数 f: R/Z → R は周期 1 の周期関数を表すものと考えられる。